# Daphniphyllaceae
Daphniphyllaceae es una familia de plantas de flores del orden Saxifragales con un único género Daphnipyllum. Comprende 71 especies descritas y de estas, solo 29 aceptadas.
Este género tiene especies nativas del este de Asia
Especies de eta planta la utilizan las como alimento las larvas de algunos Lepidoptera especies como el Engrailed.

## Taxonomía
El género fue descrito por Carl Ludwig Blume y publicado en Bijdragen tot de flora van Nederlandsch Indië 1152. 1826. La especie tipo es: Daphniphyllum glaucescens Blume (1827)

## Especies aceptadas
A continuación se brinda un listado de las especies del género Daphniphyllaceae aceptadas hasta febrero de 2014, ordenadas alfabéticamente. Para cada una se indica el nombre binomial seguido del autor, abreviado según las convenciones y usos.
- - Daphniphyllum atrobadium Croizat & Metcalf (1941)
  - Daphniphyllum beddomei Craib (1916)
  - Daphniphyllum borneense Stapf, Trans. Linn. Soc. London (1894)
  - Daphniphyllum buchananiifolium Hallier f. (1918)
  - Daphniphyllum calycinum Benth. (1861)
  - Daphniphyllum celebense K.Rosenthal (1919)
  - Daphniphyllum ceramense (T.C.Huang) T.C.Huang (1996)
  - Daphniphyllum dichotomum (T.C.Huang) T.C.Huang (1996)
  - Daphniphyllum divaricatum (T.C.Huang) J.X.Wang (1981)
  - Daphniphyllum glaucescens Blume (1827)
  - Daphniphyllum gracile Gage (1917)
  - Daphniphyllum griffithianum (Wight) Noltie (2005)
  - Daphniphyllum himalayense (Benth.) Müll.Arg. (1869)
  - Daphniphyllum luzonense Elmer (1908)
  - Daphniphyllum macropodum Miq. (1867)
  - Daphniphyllum majus Müll.Arg. (1865)
  - Daphniphyllum neilgherrense (Wight) K.Rosenthal (1919)
  - Daphniphyllum papuanum Hallier f. (1918)
  - Daphniphyllum parvifolium Quisumb. & Merr. (1928)
  - Daphniphyllum paxianum K.Rosenthal (1919)
  - Daphniphyllum pentandrum Hayata (1911)
  - Daphniphyllum scortechinii Hook.f. (1887)
  - Daphniphyllum subverticillatum Merr. (1934)
  - Daphniphyllum sumatraense (T.C.Huang) T.C.Huang (1996)
  - Daphniphyllum teysmannii Kurz ex Teijsm. & Binn. (1864)
  - Daphniphyllum timorianum (T.C.Huang) T.C.Huang (1996)
  - Daphniphyllum woodsonianum T.C.Huang (1966)
  - Daphniphyllum yunnanense C.C.Huang (1980)

## Fitoquímica, quimiotaxonomía y farmacognosia
Daphniphyllum macropodum se ha utilizado tradicionalmente en Japón como adornos para el día de Año Nuevo, pero sus efectos tóxicos también fueron conocidos por la población. Presenta actividad vermicida y también pueden causar asma. Uno de los principales componentes, la yuzurimina, causa parálisis ligera del sistema nervioso central a concentraciones bajas. A concentraciones más elevadas tiene una actividad sedante y también causa la relajación del músculo. Esta actividad se debe a los diversos pseudoalcaloides que difieren de una especie a otra. El contenido también varía con la temporada, las especies, y la fuente (es decir, hojas, frutos, etc.)
Estas plantas contienen un grupo de pseudoalcaloides con estructura peculiar, muy propia y característica de los miembros de este género:
a) Pseudoalcaloides tipo Dafnifilina: Tales como la dafnifilina, codafnifilina, dafnifilidina, dafnimacropina, dafmacrina y dafmacropodina.
b) Pseudoalcaloides tipo Secodafnifilina: Se han reportado la secodafnifilina, homosecodafnifilato de metilo y la dafniteijsmina.
c) Dafnilactonas
d) Pseudoalcaloides tipo yuzirimina: Tales como la macrodafnifilama, macrodafnifilidina, y las yuzuriminas A-C.